# Seznam dílů seriálu DreamWorks Dragons: The Nine Realms
Toto je seznam dílů seriálu DreamWorks Dragons: The Nine Realms. Americký animovaný seriál DreamWorks Dragons: The Nine Realms je součástí série Jak vycvičit draka a odehrává se v současné éře, 1300 let po skončení filmové trilogie. Vysílán byl na streamovacích službách Hulu a Peacock a všechny díly každé řady měly premiéru ve stejný den.

## Přehled řad
| Řada | Díly | Premiéra na Hulu a Peacock |
| ---- | ---- | -------------------------- |
| 1    | 6    | 23. prosince 2021          |
| 2    | 7    | 5. května 2022             |
| 3    | 7    | 18. srpna 2022             |
| 4    | 6    | 17. listopadu 2022         |
| 5    | 6    | 2. března 2023             |
| 6    | 7    | 15. června 2023            |
| 7    | 7    | 14. září 2023              |
| 8    | 6    | 14. prosince 2023          |

## Seznam dílů

### První řada (2021)
| Č. v seriálu | Č. v řadě | Původní název    | Režie                  | Scénář                                                   | Storyboard | Premiéra na Hulu a Peacocku |
| --- | --------- | ---------------- | ---------------------- | -------------------------------------------------------- | --- | --------------------------- |
| 1-2 | 1-2       | First Flight     | Leo RileyRobert Briggs | námět: Henry Gilroy scénář: Henry Gilroy a John Tellegen | Sol Chen, Micah Gunnell, Paul Cohen, Ibraheem Jara, Josh Covey, Tim Maltby, George Gipson a Eric PinediaJosh Covey, Ji-Young Na a Chris Staggs | 23. prosince 2021           |
| První díl je rozdělen do dvou částí. Tom Kullersen se svou matkou Olivií přiletí helikoptérou k 7 mil hluboké Puklině Kullersenové, vzniklé díky průletu obřího asteroidu kolem Země. Zde zbudovaná základna projektu ICARIS se zabývá tímto jevem a zatímco se Olivia okamžitě zapojuje do práce, Tom a ostatní tři děti (Jun Wongová, D'Angelo Baker a Alexandra „Alex“ Gonzalezová) jsou školeni šéfem ostrahy Philipem Bakerem při prohlídce základny, jenž jim důrazně sdělí, že do většiny míst nesmí. Zvláště ne na plošinu nad puklinou. Avšak Tom, dobrodruh a průšvihář s pověstí toho, kdo se v šesti letech koupal v ZOO s ledním medvědem, se oddělí nepozorovaně od ostatních a chce si puklinu prohlédnout sám. Přitom udeří zemětřesení a utrhne se plošina s vědkyní Lindou. Má štěstí, že tam Tom byl a zachoval chladnou hlavu: spustí alarm, hodí jí lano a pokusí se ji visící za skoro ulomenou plošinu vytáhnout. Phillip Baker je pak oba vytáhne. Při záchraně Tom zahlédne rychle se pohybující záblesk v mlze stoupající z pukliny. Pak ale dostane vynadáno od matky, ale Phillip ocenil jeho odvahu. Večer se setká u kopule, kde je s matkou ubytován, s Jun, která vykládala karty a vyšlo jí, že se brzy přihodí něco, co navždy změní jejich životy. Tom je rozhodnut prozkoumat, co viděl, a vyslal svůj dron do pukliny. Tam se však porouchá a dopadne na skalní římsu. Přes zákaz se k puklině přibližovat si Tom vezme horolezecké náčiní a sleze pod rouškou tmy na římsu, aby získal dron zpět. Všimne si podivného tvora, zavaleného kameny, což byl nejspíš následek zemětřesení. Pomůže mu osvobodit se a zjistí, že tento tvor je opravdový drak. Toma pohled na Night Light (Noční světlo) vyděsí, ale drak uletí pryč. Při návratu nahoru se utrhne kus skály, o kterou se jistil kladívkem, a padá dolů do pukliny. Drak se však vrátí a zachrání ho. Upustí ho až uvnitř jedné z tmavých jeskyň, ale drakova zvědavost Toma znervózňuje. Najde cestu ven na povrch, schovanou uprostřed lesa kousek od základny ICARIS a upaluje domů, než matka zjistí, že je pryč. Druhý den při školní hodině přemýšlí o tom, co předešlý den viděl a zažil. Jun si prohlédne jeho kresbu v sešitě a připomíná jí to draka. Sama věří, že někde musí existovat. Alex však poukáže na to, že by lidé draky vyhubili, pokud by byli skuteční. Nebo by je zneužili pro zisk. Tom se na základě toho rozhodne, že o svém setkání s drakem nikomu neřekne. Alex mu však na dálku pomůže přes hacknutí systémů ICARISu za pomocí svého online jména „Cinnabot538“ znovu najít jeskyni, kde se znovu setká s drakem a najde způsob, jak se s ním spřátelit a sdružit. Zkouší ho nakrmit různými potravinami, až zjistí, že mu chutnají ryby a rybí nugety, které on sám nesnáší, ale drak trvá na tom, aby je snědl s ním. Následuje dotyk dračího čumáku a Tomovy ruky a první let napříč puklinou. Přitom nastane další silné zemětřesení a oba jsou nuceni ukrýt se v jedné další jeskyni, kde naleznou vchod do zlatě prosvětleného krystalického podzemí, jež se hemží desítkami dalších draků. |           |                  |                        |                                                          | |                             |
| 3 | 3         | A Hole New World | Andrew Collins         | Emma Dudley                                              | Federico Ferrari, Derek Moore a Belynda Smith                                                                                                  | 23. prosince 2021           |
| Tomovi však zavolá jeho matka, takže se nemůže dále kochat pohledem na krystalický dračí svět, tedy uhání domů na drakovi, který aby nebyl viděn, vyšle elektromagnetickou šokovou vlnu, jež ochromí veškerou elektroniku na základně. Další den Philip Baker a jeho podřízení instalují kolem základny senzory, tedy Tom požádá Alex, aby mu skrze své hackerství pomohla dostat se přes ně. Jun ho však tajně sleduje až do jeskyně a je ohromena pohledem na opravdového draka, kterého Tom pojmenoval Thunder (Blesk). Chtěla se s ním vyfotografovat na mobil, ale Tom ji přesvědčí, aby tak nečinila a jeho existenci utajila. Společně na Thunderovi letí do krystalického „Skrytého světa“, kde je Jun dále ohromena tamním prostředím a skupinou draků požírajících krystaly. Chce se k nim přiblížit, avšak ti na ni zaútočí a Jun při úprku, kdy se Tom s Thunderem snaží agresivní trojici draků zaměstnat, spadne dírou do jiné jeskyně. Jun tam objeví dvojhlavého mlžného draka, dštícího oheň a led, jenž také uvízl a snaží se nárazy do stěn osvobodit, ale tím by způsobil, že bude zavalen a smrtelně zraněn. Jun se rozhodne si ho podmanit dominancí či klamáním dle pohádkových knih o dracích, které dříve četla, avšak nic z toho nefunguje. Když už to vzdává, dvojhlavý drak projeví nad ní lítost, a tak si Jun uvědomí, že si draka získá vyjádřením respektu a pokory. Po zisku jeho přízně pojmenuje jeho hlavy Wu a Wej. Podaří se jim dostat z hroutící se jeskyně, spojí se s Tomem a Thuderem, který zatím unikl trojici Gembreakerů („drahokamolamů“) a zahlédnou obří díru ve stěně, která tam předtím nebyla. |           |                  |                        |                                                          | |                             |
| 4 | 4         | Dragon Club      | Mandy Clotworthy       | Mark Henry                                               | Abby McKenzie, Adam Murphy a David Smith | 23. prosince 2021           |
| Tom s Jun si lámou hlavy, jak ta díra mohla vzniknout. Při letu zpět si všimnou zraněného „drahokamolama“ a pokusí se mu pomoci, avšak ten se chová agresivně. Rozhodnou se vrátit na základnu ICARIS, ale málem je spatří dron, který do pukliny vyslali vědci. Na ošetřovně D'Angelo pomáhá své hendikepované matce rovnat zásoby léčiv a stěžuje si, že s ním nikdo z dětí nekamarádí. Přistihne však Toma a Jun při krádeži lékárničky a nechá se přesvědčit, aby šel s nimi, tím, že našli zraněné zvíře. Jun přesvědčí Toma, aby vyděšenému a o pravidlech brblajícímu D'Angelovi odhalil tajemství. Zavedou ho do Skrytého světa k zraněnému drakovi. Zpočátku se nedaří přiblížit se k němu, protože drahokamolam je velice inteligentní, a střílí po nich. D'Angelo nakonec překoná strach a bere to jako příležitost. Dovede se nakonec přiblížit dost blízko na to, aby se s ním sdružil a vytáhl úlomek krystalu z krovek od jeho křídel, čímž mu ulevil. V tu chvíli se vrátí tři agresivní drahokamolamové a na zotaveného druha útočí, což D'Angela přiměje zasáhnout a odvést jejich pozornost letem na ošetřeném drakovi. Nakonec jsou Tom, Jun i s oběma draky obklíčeni, ale zotavený drahokamolam se vrátí, obřím rohem na čumáku rozbije gigantický krystal na stropě, který spadne přímo na agresivní trojici draků, která je pak nucena stáhnout se pryč. D'Angelo tedy souhlasí s tím, že se k Tomem a Jun přidá. Zjistí, že jeho drahokamolam je samička a pojmenuje ji Plowhorn (Pluhoroh). Na základně pozve Toma s Jun k sobě domů a při večeři se svými rodiči málem vyzradí tajemství, avšak zamluví to tak, že hrají dračí hru na hrdiny. |           |                  |                        |                                                          | |                             |
| 5 | 5         | Featherhide      | Andrew Collins         | Mae Catt                                                 | Manny Banados, Federico Ferrari, Derek Moore a Belynda Smith                                                                                   | 23. prosince 2021           |
| Při průletu přes puklinu je Thunder oslněn bleskem a málem ho vizuálně zachytí další dron, jenž ale před svým zničením odešle do ICARISU rozmazaný stín jeho dračího křídla. Netuší, že ho potají sleduje neviditelný drak. Alex to ze své kopule přes „Cinnabot538“ potají sleduje a má podezření, že to dračí křídlo má něco společného s Tomem. Neviditelný drak zatím v jeskyni sleduje trojici dětí a jejich draky nacvičovat metody maskování. Alex se rozhodne poté, kdy nejprve odmítne návrh svých „maminek“ jít do lesa lovit světlušky, vstoupit do lesa a překonat strach z toho tam venku, aby zjistila, co Tom dělá. V lese uvidí všechny tři draky ostatních a vyděšená k smrti upaluje zpět domů. Dovnitř vnikne i neviditelný drak, který ji dále vyděsí. Za ní přijdou i ostatní děti, které vše viděly, a všimli si zde i tohoto neviditelného, kterého hodlají chytit a vrátit zpět do Skrytého světa. Domů se vrátí i „maminky“, které jsou velice mile překvapeny, že dosud samotářská a asociální Alex má návštěvu, tedy ji nechají. Alex je nadále k smrti vyděšená a snaží se vyhýbat drakovi, který její kopuli převrací vzhůru nohama. Přitom se svěří Tomovi o svém traumatickém zážitku z raného dětství, kdy ji pokousal pes, ač byl zprvu milý. Jakmile ji Tom uklidní a přesvědčí, Alex překoná strach a sdruží se s tímto neviditelným drakem, který se jí ukáže v pravé podobě. Připomene ji quetzalcoatla. Museli se pak ale vypořádat se senzory a s hlídkujícími strážemi, tedy v praxi učiní to, co trénovali v jeskyni a dostanou se do lesa, aniž by byli spatřeni, i se svými draky. Alex se přidá do Dračího klubu a nazve svého opeřeného draka Feathers (Pírko). Tom si v té chvíli uvědomí, že Thunder je odloučen od své rodiny. Slíbí, že mu pomůže najít cestu zpět. |           |                  |                        |                                                          | |                             |
| 6 | 6         | Fault Ripper     | Mandy Clotworthy       | John Tellegen                                            | Abby McKenzie, Adam Murphy a David Smith | 23. prosince 2021           |
| Základna ICARIS je zasažena dalšími prudkými zemětřeseními a Olivia navrhne vyslat do hlubin pukliny sondu ovládanou člověkem, z níž se vystřelí raketa, jejíž výbuch v místě zlomu lokalitu stabilizuje. Tom je znepokojen, protože k akci má dojít velmi blízko vstupu do Skrytého světa. Co hůř, na místo přiletí Wilma Sledkinová, rivalka Olivie a další vědkyně, jež se snaží zamítnout Oliviin návrh. Avšak personál základny se za Olivii postaví a pokračuje dle jejího plánu. Tom s ostatními dětmi vrátí z bezpečnostních důvodů draky dočasně do Skrytého světa, ale cestou zjistí, že zemětřesení způsobuje gigantický drak Fault Ripper („rozparovač“), jenž provrtává široké tunely a určitě ohrozí posádku sondy. V noci před spuštěním Oliviina plánu uskuteční čtveřice svůj vlastní. Alex hlídá přes „Cinnabot538“ okolí jeřábu, za který je zavěšena sonda, D'Angelo ji spouští dolů a Jun s Tomem jsou uvnitř. V hlubinách pukliny zjistí, že je rozparovač slepý. Když přijde jeřáb zkontrolovat Phillip Baker, musí se D'Angelo schovat a utéct, zatímco Phillip nastaví jeřáb na vytažení zpět nahoru. Tom s Jun musí sondu opustit a přeskočit na okraj jeskyně vedoucí do Skrytého světa. Ráno se Olivia s Phillipem Bakerem v sondě spustí dolů a úspěšně odpálí raketu, zatímco Jun s Tomem, kteří byli nuceni přenocovat ve Skrytém světě, zjistí, že vchod byl do rána zavalen. Raketa však probudí rozparovače, který prudce narazí do sondy. Náraz způsobuje Olivii i Phillipovi bezvědomí. Thunder a ostatní draci naleznou Toma s Jun, pomohou jim dostat se ven a vyzvou rozparovače na souboj. Při něm se na moment probere Olivia a vidí mlhavě přes okno Toma na Thunderovi, jenž uvolnil zaseknuté lano sondy, která může být vytažena zpět nahoru. Do boje se zapojí i Alex s D'Angelem, kteří odhalí rozparovačovu slabinu: jeho citlivý sluch. Nejvíce mu vadí ultrazvukový řev Feathers, čímž ho zaženou do nejhlubší zamlžené díry v puklině, ale Toma s Thunderem stáhne s sebou. Oběma se však nějakým způsobem podařilo vymanit se, a tak všichni sledují záblesk tvrdého dopadu rozparovače na dno. Zpátky nahoře se sonda úspěšně vrací z mise, Olivia s Phillipem se proberou a ona zavrhne to, co viděla, jako výplod fantazie, následek nárazu. Děti se se svými draky vrátí do jeskyně, nyní zvanou sluji, kde složí přísahu chránit tajemství draků otiskem svých rukou na velký kus balvanu. Thunder na balvan vystřelí spršku blesků a vypálí symbol, který Tom zná. S sebou si totiž přivezl na základnu ICARIS i rodinné dědictví z matčiny strany: původní vikingskou helmu, na níž je symbol Nočního běsa též vyobrazen. |           |                  |                        |                                                          | |                             |

### Druhá řada (2022)
| Č. v seriálu | Č. v řadě | Původní název         | Režie                         | Scénář                      | Storyboard                                                                                                  | Premiéra na Hulu a Peacocku |
| --- | --------- | --------------------- | ----------------------------- | --------------------------- | --- | --------------------------- |
| 7 | 1         | Uniconned             | Robert Briggs                 | Emma Dudley                 | Josh Covey, Travis Marks, Jin-Young Na a Chris Staggs                                                       | 5. května 2022              |
| Od boje s rozparovačem uběhl nějaký čas, ale Toma stále trápí noční můry, v nichž znovu a znovu vidí boj a vymanění se z jeho sevření, následovaný prudkou střelou Thundera, jež ho poslala na dno pukliny. S ostatními se vydá dál do Skrytého světa, kde vidí staré známé agresivní drahokamolamy uvěznit cosi v malé křišťálové jeskyňce. Odtud děti osvobodí malého roztomilého draka s rohem jako jednorožec, kterého si okamžitě zamiluje Jun a chce si ho nechat. Tom, D'Angelo i Alex jsou proti, neboť je to proti pravidlům, na kterých se dříve usnesli, navíc se jim nelíbí jeho schopnost tvořit rohem výbušné bubliny. Jun tedy malého dráčka propašuje k sobě domů do kopule, kde ji nemile překvapí její bratr Eugene, který právě dorazil od jejich otce. Zaběhne tedy do svého nového pokoje (dosavadní si zabral Eugene sám s požehnáním jejich matky May), kde dráčka pojmenuje Nibbles dle jeho obliby v pochoutkách. Nibbles v noci oklame Jun a unikne ven z pokoje, což vede k poničení kuchyně a málem vše uvidí Eugene. Zatímco se stará o bratra, Nibbles se dostane ven z kopule a začne hlasitě pištět. Jun se ho pak snaží chytit a je nucena vše přiznat Tomovi, D'Angelovi a Alex. Nibbles se dostane do obchůdku, kde ho izolují a nakonec ho s pomocí koše chytí společně, byť se jim do cesty opět připlete Eugene, kterého Jun zamkne ve skladu. S uvězněným Nibblesem uhánějí k puklině, ale přivolaná Nibblesova rodina bublirohů (Bubblehorn) je začne bombardovat malými výbušnými bublinami. Nakonec ho u pukliny vypustí, ale skupina dráčků spojí své síly, vytvoří gigantickou bublinu a vyšlou ji směrem k základně, kterou bude dle výpočtů Alex schopná zcela zničit. Jun s Wu a Wej bublinu zmrazí, zatímco ostatní ji na zádech odtlačí nad puklinu a shodí ji dolů. Jun se ostatním omluví za to, co způsobila, a pak si uvědomí, že nechala nic netušícího a brambůrky přejedeného Eugena zamčeného ve skladě obchodu. |           |                       |                               |                             | |                             |
| 8 | 2         | Magma Breather        | Andrew Collins                | Mark Henry                  | Manny Banados, Derek Moore a Belynda Smith                                                                  | 5. května 2022              |
| Olivia řekne Tomovi, že hodlá vstoupit do jedné jeskyně v trhlině, kde dle sond mohou být bohatá ložiska zlata. Doktorka Sledkinová ji však nechá převelet do jiné jeskyně, což vyděsí Toma i ostatní děti, jelikož vede přímo do Skrytého světa. Tom vymyslí plán, jak zajistit utajení, a přemluví svou matku, aby ho vzala s sebou, jako „za starých časů“. Ostatní jdou mezitím se svými draky uzavřít průchod. D’Angelo se sám jmenuje vedoucím mise a komanduje ostatní děti i jejich draky, avšak nikdo jeho hlučné rozkazy na způsob jeho otce Philipa nebere vážně, spíše leze všem na nervy. Tom se svou matkou kráčí pomalu směrem k průchodu a vzpomínají na dřívější výpravy. Snaží se zdržovat a pod záminkou hledání pokladu kladivem rozseká kus horniny, v níž naleznou zářivý zelený krystal, jakých Tom viděl ve Skrytém světě již spousty. Olivia se rozhodne nález utajit a strčí ho do kapsy, aby to neviděla Wilma Sledkinová, jež se náhle rozhodla jít za nimi. Zatímco se D’Angelo marně snaží uzavřít průchod, Plowhorn dovede ostatní k jinému drakovi, kterého pojmenují Plivač magmatu (Magma Breather), a o kterém je přesvědčena, že pomůže. Velký zavalitý drak s vizáží divokého prasete z tlamy slintal a plival roztavené magma a vůbec se mu nelíbí D'Angelo, kterého začne se zlobným chrochtáním divoce pronásledovat. Ostatní dva se toho pokusí využít s vidinou, že tekoucí láva z tohoto draka k zapečetění vchodu vyžene Olivii. Když se Tom, Olivia a Sledkinová dostanou až téměř ke vchodu, povede se D'Angelovi rozzlobit plivače tak, že ze sebe vychrlí přílivovou vlnu lávy, jež se k trojici rychle přibližuje. Tom, Olivia a Sledkinová rychle utíkají pryč ke vchodu u trhliny, zatímco Tomovi potají ve stínu tmy pomáhá Thunder. D’Angelo se naučí lekci, aby jen tupě nerozkazoval, ale aby příště projevil více důvěry ve své přátele. |           |                       |                               |                             | |                             |
| 9 | 3         | Dragons of the Undead | Mandy Clotworthy              | Mae Catt                    | Abby McKenzie, Adam Murphy a David Smith                                                                    | 5. května 2022              |
| Na školní hodině dostanou děti za úkol nachystat veřejný mluvený projev, což děsí Alex. Po škole pak na dracích ve Skrytém světě trénují projevy, ale přeruší je varování od senzorů, které Alex sestavila a dříve je rozmístili na strategická místa k monitorování pohybů draků a k zajištění, že žádný nevylétne ven ze Skrytého světa. Náhle jsou napadeni hordou bílých opeřených draků připomínajících Feathers, kteří Feathers zajmou a odvlečou pryč. Jun poznamená, že jí tito draci připomněli zombie, což vyděsí D’Angela, jehož jeden z nich pokousal, a je přesvědčen, že se též přemění. Zatím však Alex s ostatními pronásledují opeřené draky do jeskyně s obřím krystalickým pilířem, do něhož byl Feathers uvězněn. Pokusí se ji osvobodit, nicméně jsou zahnáni pryč prastarým titánským bílým opeřencem, který završuje svůj životní cyklus. Alex tam nechce svého draka nechat a sebere veškerou odvahu. Vrátí se tam sama, zatímco ostatním rozkáže zaměstnat hordu „nemrtvých“, i když D’Angelo mezitím donutil Toma, aby ho přivázal k Plowhorn, aby nebyl nebezpečný, kdyby se skutečně proměnil. Díky kreativně vymyšlené taktice a s využitím hologramu, který Alex vytvořila původně s úmyslem, aby ji zastoupil na zkoušce mluveného projevu, se jí povede prosmýknout přes hordu „nemrtvých“, vylézt na pilíř a osvobodit Feathers. Tom, Jun a jejich draci jsou již téměř obklíčeni, avšak Alex jim s Feathers pomůže zasažením ostatních opeřených draků. Přitom vyjde najevo, že draci jen převlékají kůži a tento druh je během tohoto procesu zvláštní a agresivní. Jakmile svléknou ze staré kůže pomocí zásahů všechny včetně prastarého bílého titána, jezdci si se svými draky uleví a vrátí se do své dračí sluje. Feathers, ač měla možnost vrátit se ke svému hejnu, zůstává s Alex a ostatní děti jsou rády, že Alex dovede projevit odvahu, když je třeba. |           |                       |                               |                             | |                             |
| 10 | 4         | Downpour              | Robert Briggs                 | John Tellegen a Emma Dudley | Josh Covey, Mitchell Lin, Travis Marks, Jin-Young Na a Chris Staggs                                         | 5. května 2022              |
| Tomovi neustále vrtá hlavou znamení, které považuje za spojení mezi ním resp. symbolem na jeho vikingské helmě a Thunderem. Objeví ohromný podzemní prostor plný vody, v níž žijí vodní, záplavoví draci (Floodfangs). Mezitím pološílený ředitel dřevorubecké firmy Leonard Burne, známý jako Buzzsaw, založí z nedbalosti ve svém lese poblíž trhliny požár, což přiměje zaměstnance základny ICARIS jít zachránit ty, kteří se ocitli v ohrožení. Čtveřice dračích jezdců potají na svých dracích sleduje záchrannou operaci a pomáhá, aniž by byli spatřeni, evakuovat Buzzsawovy zaměstnance. Požár je nakonec ještě divočejší, když se Buzzsaw ve své snaze zachránit majetek firmy vybourá v autě plném kanystrů s benzínem. Oheň se nebezpečně přiblíží k základně, a tak Toma napadne doletět sám pro vodní draky, aby je přiměl pomoci uhasit požár. Když neuspěje, Alex ho zachraňuje před utonutím a vynadá mu za to, že nevěří svému týmu jezdců a radši riskuje sám. Pak mu pomůže nalákat vodní draky ven s pomocí světlušek, které připomínají fluorescentní plankton, kterým se tito draci živí. Záplava vody od těchto draků lesní požár zcela uhasí, načež Tom ostatním dětem slíbí, že příště bude více otevřený. Buzzsaw zjistí, že jeho firma je zcela zničena, a spatří přelet Thundera. Utvrdí se v tom, že požár založil tento „bleskový pták“, a přísahá pomstu místo toho, aby si uvědomil, že je požárem vinen jen on sám. Tom se svěřuje Jun se záhadným poutem, který skrze známý symbol draka má s Thunderem, ale nechce, aby to zatím D'Angelo a Alex věděli. |           |                       |                               |                             | |                             |
| 11 | 5         | The Tangled Web       | Andrew Collins                | Emma Dudley                 | Manny Banados, Derek Moore a Rhianna Wynter                                                                 | 5. května 2022              |
| Při dalším zkoumání Skrytého světa nacházejí jezdci prostor pokrytý zvláštními pavučinami, ale stáhnou se pryč na nátlak vyděšené Jun. Zpátky na základně se na sebe Tom s D'Angelem naštvou kvůli tomu, že D'Angelo měl vinou Tomova průšvihu potíže se svým otcem, který začal být přesvědčen, že Tom má na něj špatný vliv. Po dalším návratu do Skrytého světa děti naleznou malého pavoučího draka (Spiderwing), jenž se pevně usadí na hlavě panikařící Jun a odmítá se jí pustit. Pokusí se pavoučího draka vrátit do místa s pavučinami, ale Jun s Alex se tam chytnou do pasti celé skupiny těchto tvorů, jež je chytne do pavučin, které se zdají být nezničitelné, a hrozí, že budou sežrány. Tom s D'Angelem se místo snahy o jejich záchranu neustále hádají a je mu vyčteno, že nechápe, jaké to je mít otce, když ho i Olivii jeho vlastní otec opustil. Jakmile si oba uvědomí, že jejich hádky zašly příliš daleko, omluví se jeden druhému. D'Angelo tedy vysvětlí, že respektuje přísnost svého otce Philipa, ale být členem Dračího klubu je v přímém rozporu s tím, jak byl vychován a poví Tomovi, že vyžaduje, aby respektoval jeho důvěru v ICARIS stejně, jako si on váží Toma ve Skrytém světě. Tím se oba usmíří. Když zjistí, že pavučiny lze zničit kombinací palebné síly všech jejich draků, dovedou osvobodit Jun s Alex a uniknout z tohoto pavouko-dračího hnízda. D'Angelo si poté zpátky na základně promluví s otcem a zastane se Toma, čímž si zajistí Philipův respekt. |           |                       |                               |                             | |                             |
| 12-13 | 6-7       | Follow the Lightning  | Robert BriggsMandy Clotworthy | Mark HenryMae Catt          | Josh Covey, Kathy J. Liu, Travis Marks, Jin-Young Na a Chris StaggsAbby McKenzie, Adam Murphy a David Smith | 5. května 2022              |
| Tento díl je rozdělen do dvou částí. Krátce po střetu s pavoučími draky si Tom s ostatními dětmi naplánují další průzkumný den, ale když dorazí do své sluje, Thunder není nikde k nalezení. Toma jeho odchod hluboce zasáhne, ale je odhodlán ho najít. V tutéž dobu začne Eugen podezřívat Jun, že má nějaké velké tajemství a snaží se mu přijít na kloub, a tak se od „maminek“ Alexy doví o existenci dračího klubu, údajně hry. Tom, Jun, D'Angelo a Alex mezitím zahajují pátrání po Thunderovi a spoléhají na čich Plowhorn a na data sbíraná Alex, ale když se dostanou do slepé uličky, Wu s Wej svým dštěním ledu a ohně otvoří otvor ve stěně, který jim umožní přesunout se do zcela nové rozlehlé dračí říše, zahalené v přítmí, kde zdánlivě nejsou žádní draci. Tom spatří v dáli mocný úder blesku a rozhodne se k němu přiblížit. Brzy jejich cestu naruší hejno hrůzáků hrozivých (Terrible Terrors), kteří před něčím utíkali. Zatím Eugene dál hledá Jun a narazí u Philipa, který mu pouze připomene, aby si n splnil své domácí úkoly. Jezdcům se zužuje kaňon a zjistí, že navštívili další hnízdo pavoučích draků, které zneškodní Feathers ultrazvukovým řevem. U velkého napajedla si odpočinou, ale přepadne je hejno bublirohů v čele s pomstychtivým Nibblesem, avšak Wu s Wej je zamrazí do ledu poté, kdy je nejprve Plowhorn pokropí vodou, když Tom s Alex a Feathers poslouží jako návnada. Jun, D'Angelo a Alex se shodnou, že je to zde nebezpečné a měli by se vrátit, ale Tom trvá na tom, že musí najít Thundera. Ukáže všem vikingskou helmu, kterou si vzal s sebou, a vysvětlí jim souvislost se symbolem, který Thunder vypálil do balvanu. Alex s D'Angelem mrzelo, že jim to neřekl dříve a porušil tím pravidlo. Tom je tedy vyzve, aby se vrátili, ale půjde dál pěšky. Zatím se Eugene snaží dostat do zamčeného pokoje Jun, ale chytne se při pokusu přelézt přepážku u stropu do nastražených pastí na myši. Ostatní jezdci doženou Toma a odpustí si. Spatří obří tornádo a při pokusu ho obletět si Tom všimne, že je poháněno obřím drakem se šupinami jak z oceli, který se rozzuří po zásahu od Plowhorn. Vypukne boj a Jun si myslí, že ten drak něco střeží. Drak je srazil vírem k zemi a obklopil je hořícím tornádem. D'Angelo s Plowhorn odvážně projdou skrz a čelně se s útočícím drakem srazí, čímž se tornádo rozplyne. Ostatní ho také zasáhnou a drak odletí poražen pryč. Opodál nalezli vyčerpaného Thundera, který tam bojoval s jiným bleskovým drakem, jenž po sobě zanechal velkou šupinu. Vrčící Thunder jim ukázal velkou díru ve stěně a pustil se po velkých stopách. Jezdcům došlo, že tu bouři, kterou dříve viděly, nemohl způsobit pouze Thunder, ale celá jeho rodina proti mocnému nepříteli. Doma se Eugen mezitím pokouší nabourat Jun do počítače. Tom s ostatními projdou jeskyní a ocitnou se v křišťálovém bludišti, kde jim orientaci ztěžují průhledné stěny. Nakonec dojdou do středu, kde narazí na ohromného titána skřípoucha (Skrill), jenž dříve Thundera oddělil od jeho rodiny. Jezdci včetně Toma se chystali potichu odejít, ale Thunder pln nenávisti ho probudí. Skřípouch elektricky nabil celé okolí včetně všech stěn a možností úniku, ale Plowhorn s D'Angelem vytvořili pro Feathers a Alex možnost zasáhnout skřípoucha ultrazvukem. I tak se ale všichni musí stáhnout do bludiště kvůli všudypřítomné elektřině, jež zasáhla i Toma. Skřípouch je však pronásleduje a ničením stěn přetváří bludiště, a tak zneplatní mapu, kterou vytvářela Alex, které se zničil její tablet. Navíc jsou rozděleni. Tomovi k tomu dělá potíže Thunder, jenž si to chce se skřípouchem vyřídit sám. Zatímco zuří Thunderova bitva, Eugene vzdal nabourání se do Junina počítače, prolistoval si její deník, kde měla nakreslené draky, a odešel, přičemž se opět chytil do pastiček na myši. Tom zjistil, že stěny bludiště obsahují stříbrné žíly, jež absorbují skřípouchovy výboje, a proto jeho rány tolik nebolí. Díky mlze vytvořené Wu a Wej mu unikli a Tom vysekal jeden kus stříbrné síly ve tvaru vzdáleně připomínajícího meč, aby tuto schopnost využil. Všem se omluvil za svá tajemství a požádal je, aby mu věřili. Jinak než porážkou skřípoucha se odsud nedostanou. Skřípouch však jediným výbojem poslal k zemi D'Angela, Jun i Alex i s jejich draky a pak se Thunderův blesk zaklesl se skřípouchovým. Tom vložil stříbrný „meč“ tak, aby nabil výbojem protivníka nasměrovaného skrze sebe Thundera. Ten pak jediným oslepujícím zábleskem svého nepřítele zneškodnil. Tom s Thunderem také padli vyčerpáním. Ale všimli si, že elektrický výbuch otevřel stěnu vedoucí do další podzemní dračí říše, kam se odebral i poražený skřípouch. Dračí jezdci nakoukli dovnitř a spatřili říši ohně a lávy. Tom si všiml hrotu kopí, na kterém byl vyražen známý symbol. Tím pádem vědí, že nejsou prvními lidmi, kteří zavítali na tato místa. |           |                       |                               |                             | |                             |

### Třetí řada (2022)
| Č. v seriálu | Č. v řadě | Původní název              | Režie            | Scénář         | Storyboard                                                                     | Premiéra na Hulu a Peacocku |
| --- | --------- | -------------------------- | ---------------- | -------------- | ------------------------------------------------------------------------------ | --------------------------- |
| 14 | 1         | Fire Escape                | Andrew Collins   | Mae Catt       | Manny Banados, Derek Moore a Rhianna Wynter                                    | 18. srpna 2022              |
| Dračí jezdci touží prozkoumat říši ohně a pokouší se vyrobit ohnivzdorný oblek, jenž vydrží tamní žár. Hlavně Tom, který věří, že lidé, kteří vyrobili hrot toho kopí, by tam dole stále mohli někde být a vysvětlit všechny jeho otázky; avšak pokusy nejsou zatím úspěšné. Eugene se nadále marně pokouší zjistit, co je přesně onen Dračí klub, a začne vyslýchat přímo Jun, ne příliš zdařile. Eugene je frustrovaný nejen z toho, že je sám, ale i z toho, že do dračího klubu ho Jun nevezme s vysvětlením, že by vše zkazil jako vždycky. Tom dostane nápad využít k výrobě některého z tamních draků. Cestou do sluje je Eugene sleduje, ale se sekerou v ruce ho unese Buzzsaw. Tom ze vchodu do říše ohně vyláká pomocí ryb zapáleného děsovce obludného (Monstrous Nightmare), jenž jim ukázal svou děsivost, sežral ryby a zase zmizel. Buzzsaw zatím Eugena z posedlosti dopadnout „bleskového ptáka“ vyslýchal o tom, co v oblasti ICARIS vyvádí. Buzzsaw zašel až tak daleko, že si vyřezal podobiznu „ptáka“, což Eugenovi připomnělo kresbu z deníku Jun. Tom nalákal děsovce rybami až do sluje, aby na maketě vyzkoušel s jeho pomocí ohnivzdornost, čímž znervózní ostatní včetně draků, kteří se navíc museli koukat, jak krmí rybami cizího. Děsovec se po Tomově doteku trochu splašil, vycákal ze sebe velké množství zelené tekutiny po okolí i na Toma a pak ho chtěl upálit, ale v poslední vteřině ho zachránil Thunder. Zdivočelý děsovec zkusil útočit i na Alex, pak se ale přesunul do defenzívy, vyděšen z ostatních draků. Jun Tomovi vysvětlila, že drakovi neprokazuje patřičný respekt. Tom se drakovi tedy omluví a ukáže mu jeho spojení s Thunderem, což ho dojme a nechá se od Toma pohladit na čumák. Zatímco se děsovec obludný skamarádí a hraje si s Thunderem i s ostatními, Tom sám nadále pracuje na obleku, ale pak jim děsovec uletí do pukliny, tak ho musí pronásledovat. Pokračuje výslech Buzzsawa a Eugene si uvědomí, že popisu „bleskového ptáka“ skutečně odpovídá kresba Jun (Thundera), tak mu nadhodí, že se nejedná o ptáka, ale o draka a prozradí, že ostatní čtyři děti s draky mají něco společného. Oba uslyší podivný řev a Buzzsaw to běží se sekerou vyšetřit. Dračí jezdci zatím marně lapají děsovce, který se na malou chvíli ukáže Eugenovi, ale Buzzsaw skloněn pro sekeru pohled na něj mine. Eugene je natolik vyděšen, že spadne z kusu skály a Buzzsaw se mu ani nepokusí pomoci a zmizí. Děsovec se nebezpečně blízko přiblížil k základně ICARIS, tak ho Feathers znehybnil ultrazvukem, zatímco Tom na něj přeskočil z Thundera. Chvilkové rodeo děsovec zakončil vzplanutím, které Tom záhadně přežije. Jako pravý zaříkávač draků (jak ho předtím nazval D'Angelo) uklidnil děsovce a přiměl ho, aby se s nimi vrátil, zatímco se Eugen ve strachu a panice vrací domů. Ve sluji zjistili, že příčinou, proč není Tom spálený na uhel, je ohnivzdornost původně hořlavé kapaliny děsovce obludného, vyschlý do gelového stavu. A tak Tom požádá děsovce, aby jí poskytl více pro výrobu ohnivzdorného obleku, ale přitom je všechny málem stejně podpálí. |           |                            |                  |                |                                                                                |                             |
| 15 | 2         | Ride or Die                | Mandy Clotworthy | Emma Dudley    | Abby McKenzie, Adam Murphy, David Smith a Quynh Truong                         | 18. srpna 2022              |
| Jun se pohádá s matkou, která je přesvědčená, že pokud bude i Jun nadále věřit nevědeckým věcem, nepřežije v reálném světě. Ve skrytém světě se dračímu klubu podaří vylepšit ohnivzdorné obleky natolik, že se mohou Tom s Jun vydat na zkušební průzkum říše ohně. Během cesty se Tom snaží rozveselit frustrovanou Jun. Na základně ICARIS přiměje Wilma Olivii, aby ukázala krystal, který dříve nalezla s Tomem před vstupem do skrytého světa a testy ukážou, že je z materiálu tvrdšího než diamant. Wilma tedy naplánuje rozsáhlý průzkum místa, kde byl nalezen. Mezitím pokračuje průzkum říše ohně, kde Jun ventiluje své pocity na Toma ohledně své matky, která jí chce nalajnovat život, aniž by se ji snažila jakkoliv pochopit. Nakonec naleznou štít, který poslouží jako důkaz, že zde dříve skutečně byli lidé. D'Angelo s Alex však zjistí úmysly Wilmy natěžit více krystalů a pokusí se ji i její podřízené vyděsit. Wilma se však odstrašit nenechá a nařídí pracovníkům pokračovat ve výkopu. Tom s Jun naleznou hrůzáka hrozivého, na kterého útočí skupina dosud neznámých draků, nakonec pojmenovaných plamenomeťáci (Flame Throwers). Při pokusu o záchranu se ocitnou v pasti. Mezitím D'Angelo s Alex konečně naleznou účinný způsob, jak vystrašit Wilmu, a to prostřednictvím schopnosti maskování Feathers. Následoval zběsilý útěk všech dělníků Wilmy. Jun napadne využít starobylý trik z mýtu o Medúze a využije štít k tomu odradit plamenomeťáky dost dlouho na to, než je k sobě odkudsi z dálky přivolá jiný neznámý drak. Při cestě zpět Tom ujistí Jun, že se její matka plete, a že je Jun schopná se o sebe postarat sama. |           |                            |                  |                |                                                                                |                             |
| 16 | 3         | Empty Fireworm Nest        | Andrew Collins   | Ricky Roxburgh | Manny Banados, Derek Moore a Rhianna Wynter                                    | 18. srpna 2022              |
| Alexiny „maminky“ si začnou stýskat, jak jim chybí, když nyní tráví většinu volného času se svými přáteli. Členové dračího klubu již mají k dispozici ohnivzdorné obleky pro všechny, takže se vypraví na misi do říše ohně již v kompletní sestavě. Zde objeví hejno malých světélkujících dráčků. Alex jednoho z nich chytí a schová do batohu, aby si ho odnesla s sebou domů do kopule. Na povrchu země se Buzzsaw snaží najít „bleskového ptáka“ a rozhodne se začít na vlastní pěst vyšetřovat aktivity ICARISu. Eugene uhodí na Jun ohledně svého zážitku, kdy na chvíli spatřil děsovce obludného, ale té se podaří těsně vyhnout tomu prozradit tajemství. „Maminky“ Alex objeví malého zářivého dráčka (Fireworm) a pojmenují ho „Glowmer“. Od té chvíle se členové dračího klubu snaží Glowmera sebrat a vrátit kam patří dříve, než celý ICARIS zjistí, že jich existuje celé hejno, které se zatím vydalo na výpravu svého chybějícího člena najít. Avšak Alexiny „maminky“ se do Glowmera doslova zamilovaly, ale ten ve svém akváriu začal slábnout, ne-li přímo umírat, neboť mu chybělo teplo od ostatních členů jeho hejna. Jun a Alex se podaří Glowmera nakonec sebrat, ale Eugene jim ho ukradne a hrozí, že to na ně řekne. Jun však přijde na to, jak Eugena oklamat tím, že mu namluví, že mu Glowmer přinese smůlu. Obě děvčata jsou však přistižena „maminkami“ Alex při pokusu dráčka vypustit a jeden z pracovníků ICARIS ho hodlá ukázat Wilmě. Alex tedy „maminkám“ vysvětlí, že se snažila Glowmera vypustit z toho důvodu, že „tento druh plaza“ nesnese život v zajetí. Ty její vysvětlení přijmou a odpustí dceři. Alex pak kvůli tomu, aby Wilma dráčka nespatřila, aktivuje na základně jeden z vrtáků k odvedení pozornosti a Glowmera vypustí s pomocí Featherse a „maminek“. Glowmera vrátí jeho hejnu na poslední chvíli a Alex poté stráví více času se svými „maminkami“. |           |                            |                  |                |                                                                                |                             |
| 17 | 4         | Dr. Catastrophe            | Robert Briggs    | Mark Henry     | Josh Covey, Mitchell Lin, Kathy J. Liu, Travis Marks a Chris Staggs            | 18. srpna 2022              |
| Poté, co se D’Angelovi podaří uklidnit splašenou ovci, se stává až příliš sebejistý ve svých schopnostech starat se o zvířata. Ve skrytém světe naleznou dračí jezdci skupinu zavalitých draků (garvanů) z říše ohně, jak si pochutnávají na krystalech v říši krystalů. Avšak z těch jim je zle. D'Angela tedy napadne použít kameny, které tito draci normálně pojídají ve své říši, aby je nalákali zpět. Přitom však ignoruje námitky, které dává najevo Plowhorn k tomu, jaké kusy kamenů vybírá. Když se členové dračího klubu pokouší tyto kameny použít, garvani zdivočí při pomyšlení, že se nažerou zrovna jich, a tak Plowhorn ukáže, co ty kameny jsou doopravdy zač: vejce obří dračí matky (Catastrophic Quaken). D'Angelo se zhrozí nad chybou, kterou udělal, a vyčítá si svůj přešlap, pročež není schopen další akce. Ostatní jezdci se pokouší nalákat garvany zpět na jediné vejce, které ještě nesnědli. Podaří se jim dostat je k hnízdu v říši ohně, odkud ta vejce byla sebrána, a položí i tam to, které jim posloužilo jako návnada. Dračí matka se však neuklidnila a nabyla dojmu, že její vejce ukradli tito zavalití garvani, které je nutno před jejím hněvem ochránit. Alex nalezne D'Angela, aby ho přivedla za ostatními pomoct zkrotit dračí matku. D'Angelo tedy napraví svůj omyl, když využije jednu ze svých znalostí o zvířatech a přiměje garvany, aby vyzvraceli snědená vejce, což se stihlo dříve, než by je strávili, čímž matku draků uklidnili. |           |                            |                  |                |                                                                                |                             |
| 18 | 5         | It Flies in the Family     | Mandy Clotworthy | Mae Catt       | Abby McKenzie, Adam Murphy, David Smith a Simon Williams                       | 18. srpna 2022              |
| Eugene nalezne dračí sluji členů dračího klubu a vyhrožuje jim, že pokud ho nepřijmou mezi sebe a nedostane svého vlastního draka, prozradí jejich tajemství. Tom s ostatními mu tedy pomohou vhodného draka najít, avšak nedaří se, i vinou toho, jak je Eugen vůči nim prudký, roztěkaný bez patřičné pokory a úcty, kterou musí drakovi prokázat, což mu ostatní vyčítají. Samotného Eugena mrzí, že mu nejde žádného zkrotit, a draci ostatních jezdců jsou vůči němu na pozoru, a tak se rozhodne smutný místo opustit. Než však odejde, objeví se v říši krystalů plamenomeťáci (Flame Throwers), kteří začnou útočit na vše živé v okolí. Zatímco se tyto plamenomeťáky pokouší dračí jezdci i s Eugenem zahnat pryč, zjistí, že sem někdo vyrubal díru z říše ohně proto, aby provedl invazi. Okolí se proto začalo měnit tak, aby říši ohně připomínalo. Spatřeni byli též hltavci, kteří též náleží do říše ohně. Dále se tito plamenomeťáci vydali na lov jiného draka, kterého pojmenují Pavoučí smrťák (Deadly Spinner). Skupině se nepodaří plamenomeťáky zahnat a musí od nich uletět. Avšak Eugenovi se podaří Pavoučího smrťáka osvobodit z jejich zajetí a spřátelí se s ním. Spolu s tímto zvláštním drakem s osmi končetinami plus křídly, který vrhá pavučiny, se jezdcům podaří zvrátit průběh boje a zaženou plamenomeťáky zpět do jejich díry, kterou pak tento nový drak zacpe svou pavučinou. Tomuto pavoučímu smrťákovi dá Eugene jméno „Webmaster“ a je tak oficiálně přijat jako nejnovější člen dračího klubu, byť zatím jen na zkoušku. |           |                            |                  |                |                                                                                |                             |
| 19 | 6         | Magma Comes to the Surface | Robert Briggs    | Laura Bowes    | Josh Covey, Max Lawson, Mitchell Lin, Travis Marks, Ji-Young Na a Chris Staggs | 18. srpna 2022              |
| Tom si usmyslel, že ten kus stříbrného krystalu, který získal během boje s titánským skřípouchem, překová v meč. Vydají se tedy nalézt plivače magmatu, aby využili jeho tavicích schopností, ale najdou ho nemocného, neprodukujícího magma. Po jeho vyšetření dračí jezdci zjistí, že je v jeho těle něco ucpané, a tak má plivač magmatu zamezeno proudění tekuté lávy. Členové dračího klubu se tedy rozhodnou dostat plivače magmatu na základnu ICARIS, aby ho vyšetřili na ošetřovně ultrazvukem k nalezení příčiny této zácpy. Využijí toho, že nesnese D'Angela, aby ho donutili přesunout se až ke kraji k puklině, aby ho mohli propašovat dovnitř do ošetřovny, což bylo dosti náročné, sotva se vešel do dveří. Eugene, který se nadále setkává s nedůvěrou ostatních členů dračího klubu, se snaží osvědčit, a tak přijme úkol hlídat ostatní draky. A podaří se mu to, když začne kolem vchodu do jeskyně, kde mají dračí jezdci svoji sluji, čenichat Buzzsaw, jehož pozornost odvede. Ultrazvuk zatím odhalí, že plivač magmatu sežral krystal, který se mu zasekl v útrobách, a tak není schopen produkovat magma, což v jeho případě znamená, že umírá na „umrznutí“ kvůli déle trvajícímu nedostatku vysokých teplot. Eugenovi se zatím téměř podaří Buzzsawa přesvědčit, že jeho „bleskový pták“ je jen výplod jeho fantazie, ale pak se mu Thunder na chvíli ukáže. Eugene je tedy nucen Buzzsawa omráčit, aby byla existence draků nadále utajenaet. Zbytek dračích jezdců musí přenést plivače magmatu zpět do říše ohně, aby opět nabral sílu, ale zatím ztratil schopnost letu. A tak Eugene a jeho Webmaster vytvoří pavučinovou síť, na které plivače magmatu přenesou. Takto je zachráněn a Eugene dokázal ostatním právoplatnost členství v dračím klubu a je plnohodnotně přijat. Tom poté použije plivačovo magma, by si ukoval svůj meč. |           |                            |                  |                |                                                                                |                             |
| 20 | 7         | The Sky Torcher            | Andrew Collins   | Ricky Roxburgh | Manny Banados, Arron Davies, Ian Milne a Derek Moore                           | 18. srpna 2022              |
| Tom pořád ještě trpí nočními můrami kvůli svému pocitu viny za to, co se stalo při bitvě s rozparovačem na konci první řady seriálu. Rozhodne se tedy pátrat po jeho osudu a zda je v pořádku. Olivia s Wilmou se pustí do zkoumání závrtu nedaleko základny ICARIS, kde je vyruší Buzzsaw a informuje je, že je majitelem pozemku. Obě ženy se raději vrátí na základnu, aby jim dal pokoj. Než se Tom mohl vydat rozparovače hledat, do říše krystalů opět vtrnou plamenomeťáci, které nyní vede ohromný dlouhokrký bílý drak, jejich alfa. A je natolik mocný a silný, že ho v pěti lidech a dracích nedokážou zahnat pryč. Toma proto napadne vyhledat pomoc u draka podobných proporcí a letí najít rozparovače. Jun letí s Tomem až na dno pukliny, které se pozvolna mění v další část dračího skrytého světa a zaplňuje se životem. Zde rozparovače skutečně naleznou živého, ale pořád je rozzlobený kvůli té nedávné bitvě. Buzzsaw zatím svým nehezkým chováním vůči Olivii a Wilmě a jejich výslechem ohledně možného místa výskytu „bleskového ptáka“ jenom obě ženy přiměje, aby svůj průzkum ukončily dříve, než pořádně začal. On sám však do závrtu spadne. Rozparovač je vůči Jun a Tomovi nadále agresivní, ale tomu dojde, že se jich ve skutečnosti jen bojí kvůli své minulé porážce. Tom se tedy veledrakovi omluví za to, co se stalo, a dokonce se mu podaří ho zkrotit a přimět, aby jim pomohl. Spolu s rozparovačem tedy dračí jezdci bojují proti invazním dračím silám, ale když se zapojí obří alfa drak, ocitnou se v obklíčení uprostřed skal. Rozparovač shromáždil všechny dostupné draky říše krystalů, aby bojovali s nepřátelským bílým alfa drakem, jenž je schopen dštít oheň do čtyř směrů naráz, a porazili ho. Alfa drak, kterého nazvali nebeským paličem (Sky Torcher), byl tedy nucen stáhnout se do říše ohně i s celou svou letkou plamenomeťáků. Po bitvě nalezl Tom s ostatními skrytou komoru, kde nalezli velké pouzdro, jež je pokreslené stejným symbolem jako na jeho vikingské helmě. Na dně závrtu nalezne Buzzsaw vchod do zasněžené dračí říše, kam dosud členové dračího klubu nevstoupili. |           |                            |                  |                |                                                                                |                             |

### Čtvrtá řada (2022)
| Č. v seriálu | Č. v řadě | Původní název           | Režie                       | Scénář                      | Storyboard                                                                                        | Premiéra na Hulu a Peacocku |
| --- | --------- | ----------------------- | --------------------------- | --------------------------- | ------------------------------------------------------------------------------------------------- | --------------------------- |
| 21 | 1         | Cold Open               | Mandy Clotworthy            | John Tellegen               | Abby McKenzie, David Smith a Simon Williams                                                       | 17. listopadu 2022          |
| Tomovi se nedaří otevřít pouzdro, které bylo nalezeno po bitvě s nebeským paličem, a tak je posedlý nelézáním způsobů, jak se dostat dovnitř k tomu, co v sobě ukrývá. Jun s Alex se pokouší upoutat jeho pozornost na něco jiného a přivedou ho k průzkumu závrtu, o kterém se již také dověděli. Zjistí, že závrt vede do dračí říše ledu. Thunder se tam však z nějakého důvodu oddělí od zbytku, ale je lapen do pasti, kterou na něj nalíčil Buzzsaw, aby se pokusil draka zabít. Thunder mu sice uteče, ale Buzzsaw se přitom dozví o tajemství dětí, byť zatím jen tří. Před nimi se snaží předstírat zranění, a že je pouhým turistou, který se nešťastnou náhodou propadl do země a ocitl se zde. Tuto lež činil hlavně proto, aby se co nejvíce přiblížil k Thunderovi, svému „bleskovému ptákovi“, kterého chtěl zabít na druhý pokus. Jun tedy odejde sehnat Eugena a D'Angela, aby jim pomohli dostat Buzzsawa zpět na povrch. Eugene jí hned poví o svých vlastních zkušenostech s Buzzsawem a rychle se vydají zpět do říše ledu. Tom s Alex dokáží nakonec odhalit Buzzsawův klam i bez ostatních, ale uteče jim do zmrzlého lesa v říši ledu. Mezitím Olivia provedla experiment na krystalu, který s Tomem objevila dříve, a spustila dosud nepopsanou reakci. |           |                         |                             |                             |                                                                                                   |                             |
| 22 | 2         | Uncharted Territory     | Robert Briggs               | Mark Henry                  | Max Lawson, Mitchell Lin, Ji-Young Na a Chris Staggs                                              | 17. listopadu 2022          |
| Při průzkumu říše ledu, jehož cílem bylo nalézt klíč k Tomově nalezené schránce, je pětice dračích jezdců zasažena sněhovou bouří. Webmaster a Feathers se při ni ostatním ztratí. Ostatní se je sice pokusí najít, ale jsou nuceni je tam nechat napospas osudu, aby ochránili sebe, neboť by jinak hrozilo, že se také ztratí. Alex a Eugene proti tomu marně protestovali, avšak ostatní je přesvědčili, že se sem zítra vrátí a najdou jejich draky. Přes noc se však Eugene s Alex rozhodnout vrátit se tam sami. Když to zjistí ostatní tři, vrátí se tam přes noc také, protože si uvědomili, že bylo vůči nim nefér rozhodnout za ně o tom ponechat jejich draky v nebezpečí a odejít. Eugene s Alex najdou své draky Webmastera a Feathers v zajetí sněhově bílého draka s ohromnými rovnými rohy s výčnělky (Yetiwing), který oba draky nechal přimrznout k ledu a chystal se je sežrat. Spolu s ostatními členy dračího klubu je osvobodí, byť si musí při úniku pospíšit, neboť se Yetiový drak rozběsnil a nárazy do stěn se je pokusil zasypat v hroutící se jeskyni. Během této epizody se Eugene s Alex spřátelí a sblíží díky společným obavám o své draky. Po splnění záchranné mise Tom zjistí, že klíč, který hledá, je ve skutečnosti roh od jeho vikingské helmy, který se oddělil, když mu spadla na zem. Ze strany kterou byl k helmě připevněn, je totiž vykován symbol nočního běsa, jenž perfektně padne do zámku. Schránka se otevře a Tom uvnitř nalezne perfektně zachovalou vikingskou Knihu draků. |           |                         |                             |                             |                                                                                                   |                             |
| 23 | 3         | Journey to the Snowcano | Andrew Collins              | Mae Catt                    | Manny Banados, Ian Milne a Derek Moore                                                            | 17. listopadu 2022          |
| Při pronásledování dalších plamenomeťáků, kteří se opět pokusili proniknout do říše krystalů, si Wu s Wej v duelu hned se dvěma z nich vyčerpají páru a záhadně onemocní. K tomuto střetnutí došlo vinou Eugena, který se s Webmasterem hrál na hrdinu a jen padl do pasti, z které byl dvojhlavým drakem vysvobozen, za což Eugene dostal vynadáno od Toma. Na návrh D'Angela se všichni vrátí do sluje k odpočinku, ale stav Wu a Wej se nelepší. Tom si tam prohlíží Knihu draků, kde jsou nákresy všech druhů s jejich popisy v runách a také dvojstránka s vyobrazením Škyťáka, Astrid, Snoplivce, Rybinohy, Rafany a Ťafana. Toma zajímá, zda by mohl být příbuzný s některým z nich, ale mrzí ho, že jejich jmenovky a text nedovede přečíst. D'Angelo znovu vyšetří Wu s Wej a usoudí, že ztratili dech. Jun dodala, že jako dračí král. Eugene vysvětlí, že se jedná o čínskou pohádku, kterou jim vyprávěl otec. Wu a Wej náhle naberou Jun a spolu s ní zmizí. Dračí jezdci je v říši ledu doženou a usoudí, že míří k vysokému, sněhem pokrytému vulkánu. Jun nabyla přesvědčení, že to má spojení s otcovým mýtem a draci tam půjdou žádat boha o sílu, tedy se tam musí nacházet, co Wu s Wej vyléčí. Tom jí však ukáže další dvojstránku z knihy, kde je tato hora vyobrazená, ale vypadá spíše jako varování před nebezpečím. Jun však přesvědčí ostatní a zamíří s Wu a Wej téměř na vrchol. Zde se však musí potýkat s prudkou vichřicí i s halucinogenním plynem, přičemž to málem vzdají. Wu a Wej se přesto vyškrábou až na vrchol, kde je přivítá obří titánský mlžný vír (Mist Twister), aby je vhodil dovnitř sopky. Tom však nabude přesvědčení, že je tento obří drak nepřítel, a tak se snaží titánskému drakovi zabránit v jeho úmyslu. Během boje, který zahájí nerozvážně Eugen těsně poté, kdy Jun přesvědčí Toma, že to může být jinak, dojde k roztříštění vrcholu sopky a před úlomky je nutné chránit sebe i titána, který stále drží Wu s Wej. Když bylo nebezpečí zažehnáno, titán, kterého Jun přirovnala k dračímu královi, konečně ponořil We s Wej do sopky, jejíž vnitřek zaplnil hustou párou, která vytvořila otvor pro dračí jezdce, aby mohli vstoupit dovnitř. Nachází se tam sopečný pramen s minerální vodou, který léčí draky tohoto druhu. Uvnitř spatřili členy rodiny Wu a Wej a Toma s Jun a D'Angelem napadlo doplnit informace z knihy, které zatím nedokázali rozluštit. Tom tedy začal úpravou vzezření titánského draka, aby vypadal přátelštější. Thunder vypadal smutný při pohledu na příbuzné Wu s Wej a Jun, a tak mu Tom slíbil, že nakonec zjistí, odkud i on pochází. |           |                         |                             |                             |                                                                                                   |                             |
| 24 | 4         | The Decoy               | Mandy Clotworthy            | F.M. De Marco               | Rachel Mackey, Abby McKenzie, David Smith a Simon Williams                                        | 17. listopadu 2022          |
| 25-26 | 5-6       | The Night Lights        | Robert BriggsAndrew Collins | Ricky RoxburghJohn Tellegen | Fernando Corrales, Jeffrey Chang, Max Lawson a Chris StaggsManny Banados, Ian Milne a Derek Moore | 17. listopadu 2022          |